# 兴工街
兴工街是位於中國遼寧省大连北沙河口的一條道路，由日本人兴建，东临西安路、南邻长兴街、西邻新建东街、北临鞍山路。

## 地理
- 兴工街至长兴街有：兴工南一街、兴工南二街、兴工南三街、兴工南四街、兴工南五街、兴工南六街、兴工南七街；（现已拆为福佳新天地购物广场）
- 兴工街至鞍山路有：兴工北一街、兴工北二街、兴工北三街、兴工北四街、兴工北五街、兴工北六街、兴工北七街；
- 中长街至西安路有：中长东一街、中长东二街、中长东三街、中长东四街、中长东五街、中长东六街、中长东七街；
- 中长街至新建街有：中长西一街、中长西二街、中长西三街、中长西四街、中长西五街、中长西六街、中长西七街。（大连机车车辆有限公司搬迁后）

## 特色
街邊有朝鲜族教堂、满铁沙河口工场宿舍等建筑。